# Absu (Album)
Absu ist das 2009 veröffentlichte fünfte Album der US-amerikanischen Metal-Band Absu.
Als Gastmusiker auf dem Album sind Blasphemer (Ex-Mayhem, Ava Inferi), David Harbour (Ex-King Diamond/David Harbour), Michael Harris (Darkology/Michael Harris), Mindwalker (The Firstborn), Nornagest (Enthroned), Vorskaath (Zemial) und der ehemalige Absu-Bassist und -Gitarrist Equitant vertreten. Ashmedi (Melechesh) trug die Texte zu Nunbarshegunu, Those of the Void Will Re-Enter und Ye Uttuku Spells bei, der ehemalige Absu-Sänger und -Gitarrist Shaftiel war an der Komposition von Night Fire Canonization und Girra’s Temple beteiligt und Vastator an der von Nunbarshegunu, In the Name of Auebothiabathabaithobeuee, Those of the Void Will Re-Enter und Ye Uttuku Spells.

## Entstehung
Am 8. Oktober 2001 kündigte Absu ein selbstbetiteltes Album an, das die Band gerade komponiere und arrangiere und im Folgejahr aufnehmen wolle. Dem Titel entsprechend werde die Band sich mehr auf Mythologie und Magie/Magick der alten Sumerer konzentrieren als auf keltische Geschichten und Kabbala. Zurzeit arbeite Absu mit einem neuen Gitarristen, dessen Name bis zum offiziellen Einstieg nicht angekündigt werden solle, und bereite sich auf Live-Auftritte im Jahr 2002 vor. Aufgrund seiner labilen Beziehung beendete Proscriptor allerdings Ende 2001 die Arbeit mit Absu für vier Monate und spielte bei Slayer vor. Nach seiner Rückkehr verließ Equitant Absu im April 2002, die Band wurde jedoch ohne ihn fortgeführt. Während der Arbeiten am Album Absu brach Proscriptor sich bei einem Unfall die Knochen in seinem linken Handgelenk. Die Arbeiten am Album wurden eingestellt, die Gitarristen verloren ihre Motivation. Einige der orthopädischen Chirurgen waren „nicht gerade sehr optimistisch“, was Proscriptors Fähigkeit betraf, wieder Schlagzeug zu spielen. Er konnte jedoch aufgrund maßgeschneiderter Verbände und Rehabilitationsmaßnahmen bald wieder Schlagzeug spielen, dies ironischerweise besser als vor dem Unfall. Nach der Heilung flog er in die Niederlande und dann nach Schweden, um zu proben und mit der Band Melechesh ihr drittes Album Sphynx aufzunehmen. Nachdem er Anfang Januar 2003 nach Dallas zurückgekehrt war, teilte Shaftiel ihm seinen Ausstieg mit. Proscriptor löste Absu daraufhin auf und widmete sich seiner Rolle als Vater, anderen Musikprojekten und Tarot Productions, wofür er auch ein eigenes Produktionsstudio eröffnete.
Im Frühjahr 2007 wandte Proscriptor sich an Aethyris, da „Shaftiel und Equitant kein Interesse mehr an der Fortsetzung der Band hatten“. Aethyris erwähnte einen Lead-Gitarristen namens Vastator, der „ein idealer Ersatz für Shaftiel wäre“; dieser blieb aber nur sechs Monate in der Band und verließ diese wegen musikalischer Differenzen. Vier der Lieder auf dem Album wurden von ihm komponiert. Nach seinem Ausstieg rekrutierten Proscriptor und Aethyris den befreundeten Musiker Zawicizuz von Infernal Oak, Rape Pillage und Burn Fame. Die Rolle des Produzenten und Toningenieurs übernahm Absu selbst, mit Candlelight Records als Executive Producer. Die Vorproduktion übernahm Zawicizuz, Toningenieure für das Schlagzeug waren Gary Long und Sterling Winfield. Abgemischt wurde Absu von J.T. Longoria, das Mastering übernahm Proscriptor.
Nach der Aufnahme des Albums wurde der Bassist und Co-Sänger Ezezu von der texanischen Band Panzram kontaktiert, um die Besetzung zu vervollständigen. Mit Proscriptor am Schlagzeug und Gesang, Ezezu an Gesang und Bass, Aethyris an der Gitarre und Zawicizuz an der Gitarre sowie als Hintergrundsänger entstanden auch die Aufnahmen für die Live-DVD, die der Sonderausgabe des Albums beiliegt.

## Titelliste
Die Hälfte der Titel wurde von den aktuellen Gitarristen Aethyris und Zawicizuz komponiert, die andere Hälfte von Shaftiel und Vastator.
1. Between the Absu of Eridu and Erech (Aethyris/Proscriptor) 4:08
2. Night Fire Canonization (Proscriptor/Shaftiel) 3:19
3. Amy (Proscriptor/Zawicizuz) 4:54
4. Nunbarshegunu (Aethyris/Ashmedi/Vastator) 3:05
5. 13 Globes (Aethyris/Proscriptor) 4:46
6. … Of the Dead Who Never Rest in Their Tombs Are the Attendance of Familiar Spirits … Including: A.) Diversified Signs Inscribed; B.) Our Earth of Black; C.) Voor (Proscriptor/Zawicizuz) 7:03
7. Magic(k) Square Cipher (Aethyris/Proscriptor) 4:48
8. In the Name of Auebothiabathabaithobeuee (Proscriptor/Vastator) 3:25
9. Girra’s Temple (Proscriptor/Shaftiel) 2:38
10. Those of the Void Will Re-Enter (Aethyris/Ashmedi/Vastator) 4:56
11. Sceptre Command (Aethyris/Proscriptor) 5:00
12. Ye Uttuku Spells (Aethyris/Ashmedi/Vastator) 4:41
13. Twix Yesterday, the Day and the Morrow (Equitant) 0:57

## Titelliste der DVD (Live in Montréal, Québec, Kanada am 19. Juni 2009)
1. An Involution of Thorns (Intro) / Descent to Acheron
2. Apzu
3. Night Fire Canonization
4. The Thrice is the Greatest to Ninnigal
5. 13 Globes
6. Amy
7. Nunbarshegunu
8. Voor [Instrumental] / Swords and Leather
9. Four Crossed Wands (Spell 181) / Vorago (Spell 182)
10. Manannan
11. Twix Yesterday, the Day & the Morrow [Instrumental] / Girra’s Temple
12. Highland Tyrant Attack
13. Encore: The Coming of War
14. Encore Deux: Magic(k) Square Cipher

## Kritiken
Stahlschrulle von metal.de zufolge ist das Album aufgrund der gegenüber Tara noch ausgeprägteren Thrash-Metal-Elemente „weniger mythisch“, was aufgrund der hohen Qualität des Albums jedoch „an dieser Stelle nicht als Kritikpunkt angesehen werden“ solle; der „Mangel an Mystik“ werde „durch die instrumentalen Stücke kompensiert“. Außerdem wurde Proscriptors Schlagzeugspiel gelobt, dem man die zeitweilige Beeinträchtigung nicht anmerke. Absu sei „ein heißer Anwärter auf das beste Album des Jahres, […] voller Raffinesse“ und habe „daher die uneingeschränkte Kaufempfehlung verdient“.
Travis von Diabolical Conquest hingegen sieht im Album weder eine Neuerfindung oder einen besonders gewagten Schritt in eine neue Richtung noch eine spirituelle Fortführung des vorigen Materials. Proscriptors Stimme sei immer noch der Schwachpunkt der Band, und ihre eigene Esoterik habe nun die Grenze zwischen pseudo-arkaner Erzählung, wie man sie von einem Fantasy-Autoren mit ein paar Büchern über Mythologie erwarten würde, und der Ironie jeder anderen Metal-Band überschritten. Die Liedtexte entsprächen alle einer gleichen Formel.
Das Rock-Hard-Magazin nahm das Album in die Liste der „250 Black-Metal-Alben, die man kennen sollte“ auf.